# Donchery
Donchery är en kommun i departementet Ardennes i regionen Grand Est (tidigare regionen Champagne-Ardenne) i nordöstra Frankrike. Kommunen ligger  i kantonen Sedan-Ouest som ligger i arrondissementet Sedan. År 2022 hade Donchery 1 989 invånare.

## Befolkningsutveckling
Antalet invånare i kommunen Donchery
Referens: INSEE

## Galleri

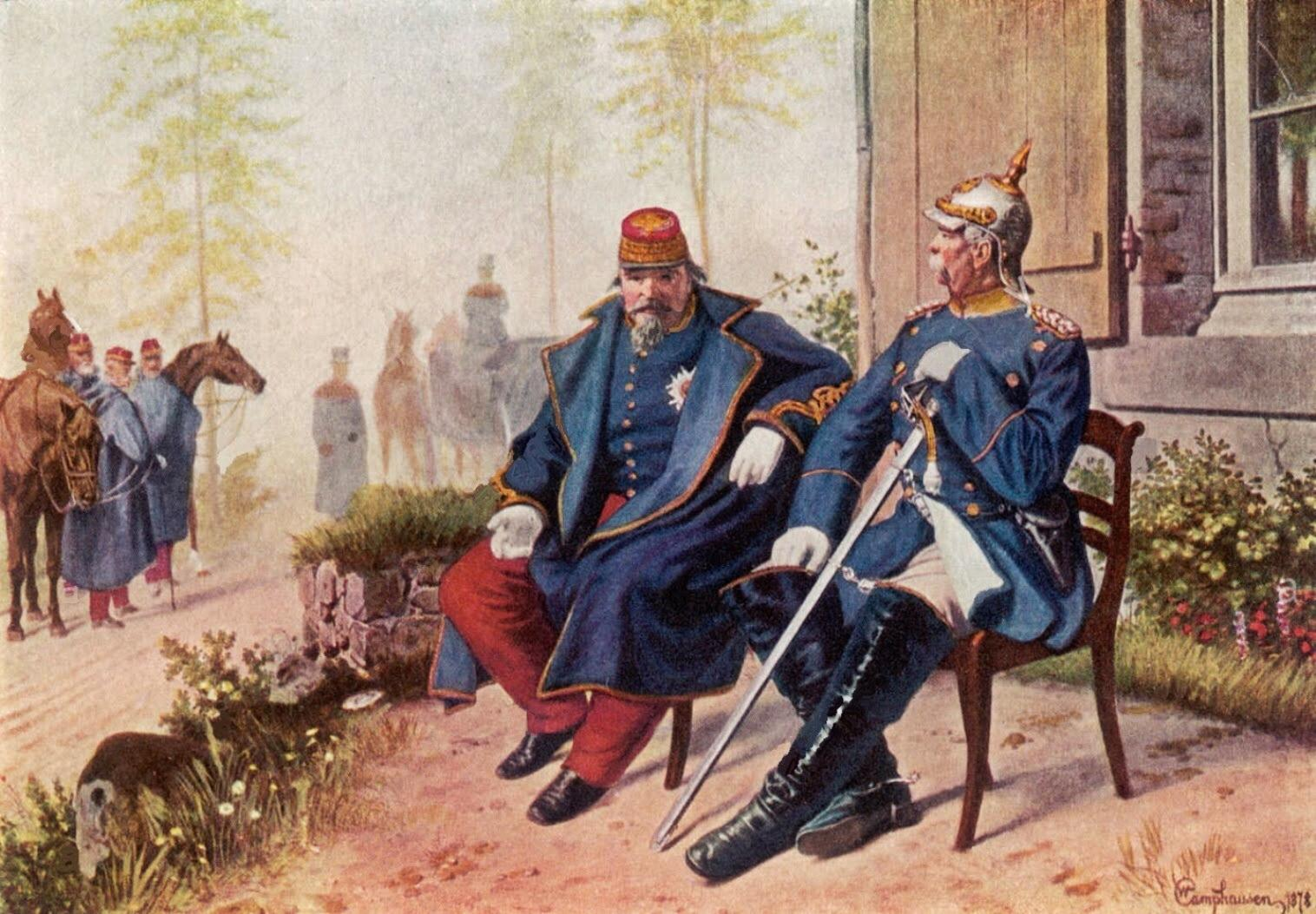
Bismarck och Napoleon den 3:e